# Домації

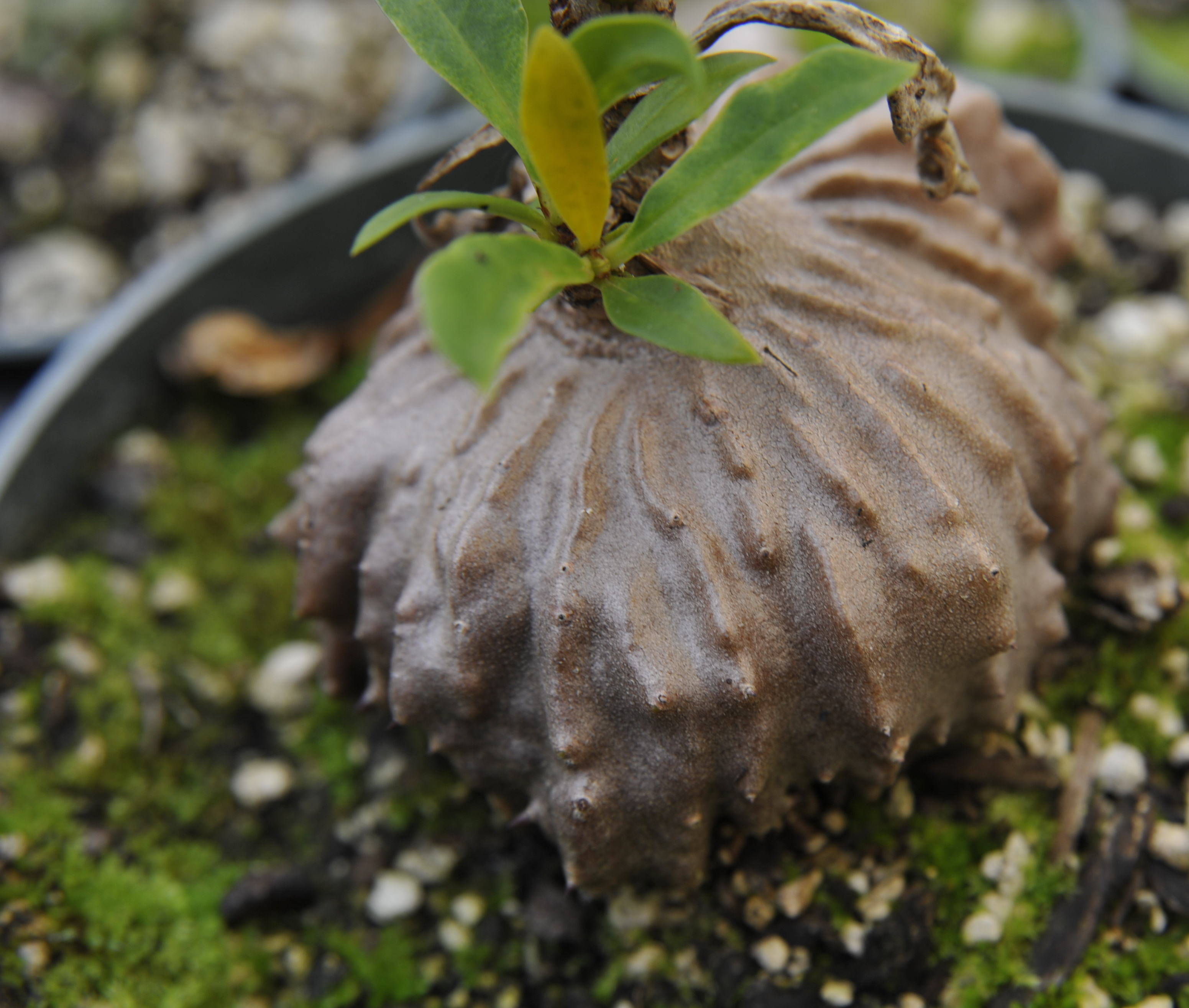
Стебло-домація Myrmecodia tuberosa

Домаціі (від лат. domus — будинок) — порожнисті розростання рослин з системою внутрішніх камер і ходів та вхідними отворами, в яких поселяються мурахи, кліщі, оси та інші членистоногі.

## Опис
Домаціі виявлені у представників приблизно 300 родин і 2000 видів рослин.
Домаціі, в яких поселяються мурашки, називаються мірмекодомаціі (myrmecodomatia). Наприклад, у порожнистих колючках Acacia sphaerocephala поселяються деревні мурахи Pseudomyrmex і Tetraponera (Pseudomyrmecinae). Рослини, які мають такі мірмекодомаціі, називаються мірмекофітами. Епіфітні чагарники роду Myrmecodia мають бульбоподібну потовщену основу стебла, що пронизана численними порожнинами, які населяють мурахи.
Часто домаціі формуються на нижньому боці листків. Багато членів родини Lauraceae мають листові домаціі. Домаціі також виявлені у тропічних рослинах з родин Alangiaceae, Elaeocarpaceae, Fabaceae, Icacinaceae, Meliaceae, Rubiaceae, Sapindaceae і Simaroubaceae.
Деревні мурахи Philidris nagasau (Dolichoderinae) з островів Фіджі вирощують з насіння епіфітних рослини Squamellaria і поселяються в їх розростаннях.